# Untersekretär für Irland
Der Untersekretär für Irland (Under-Secretary for Ireland) oder mit vollem Titel Permanent Under-Secretary to the Lord Lieutenant of Ireland war der permanente Leiter der britischen Administration in Irland. Das Amt existierte in der Zeit zwischen 1747 und 1774 und von 1835 bis zur Gründung des Irischen Freistaats 1922.
Der wohl bekannteste Amtsinhaber war Thomas Henry Burke, der zusammen mit dem Chief Secretary for Ireland Lord Frederick Cavendish 1882 im Phoenix Park ermordet wurde.

## Untersekretär für Irland vor 1835
| Name         | Amtszeit  |
| ------------ | --------- |
| Thomas Waite | 1747–1774 |

## Untersekretär für Irland 1835 bis 1922
| Name                                    | Amtszeit  |
| --------------------------------------- | --------- |
| Thomas Drummond                         | 1835–1840 |
| Sir Thomas Aiskew Larcom                | 1853–1868 |
| Thomas Henry Burke                      | 1869–1882 |
| Robert George Crookshank Hamilton       | 1882–1886 |
| Sir Redvers Buller                      | 1886–1887 |
| Sir Joseph West Ridgeway                | 1887–1893 |
| Sir David Harrel                        | 1893–1902 |
| Sir Antony MacDonnell                   | 1902–1908 |
| Sir James Brown Dougherty               | 1908–1914 |
| Sir Matthew Nathan                      | 1914–1916 |
| Sir Robert Chalmers                     | 1916      |
| Sir William Patrick Byrne               | 1916–1918 |
| James Macmahon                          | 1918–1922 |
| Sir John Anderson, 1. Viscount Waverley | 1920–1922 |